# Inside Your Heaven
"Inside Your Heaven" este o piesă country a interepretei americane Carrie Underwood.
Cântecul, care a fost aranjat muzical și mixat de Serban Ghenea, a fost lansat ca primul disc single al artistei, fiind inclus pe albumul Some Hearts. „Inside Your Heaven” a debutat pe locul 1 atât în Billboard Hot 100, rămânând până astăzi singurul său cântec ce obține această clasare.

## Clasamente
| Clasament                     | Poziția maximă | Referință |
| ----------------------------- | -------------- | --------- |
| Canadian Hot 100              | 1              | [ 3 ]     |
| Billboard Hot Country Songs   | 52             | [ 3 ]     |
| Billboard Hot 100             | 1              | [ 2 ]     |
| Billboard Pop 100             | 1              | [ 3 ]     |
| Hot Adult Contemporary Tracks | 12             | [ 3 ]     |
| Billboard Hot Digital Songs   | 4              | [ 3 ]     |